# FLARE (Cö shu Nieの曲)
「FLARE」（フレア）は、日本のロックバンド・Cö shu Nieの4作目の配信限定シングル。2020年7月8日にSony Music Associated Records（Sony Music Labels Inc.）より発売。

## 制作
2020年の1月から、アルバム『PURE』のリリースを記念して開催していた全国ツアーの東京・大阪公演が、COVID-19の影響で振替になり、本来ならリリース日の翌日である7月9日には初めてのZepp Tokyoワンマンが行われる予定だった。
このような状況を受けてCö shu Nieは、
| 「 | まだまだ先行きが見えない中で、「中止」という判断をしましたが、どうしても届けたい曲が出来たので、新曲をリリースすることにしました。 | 」 |

とコメントした。
この楽曲は、変わりゆくこの世界で生き抜いていく〝人〟を主人公とした現代の、Cö shu Nieなりの主題歌としている。
作詞・作曲を担当した中村は、多様性がスタンダードとなった現在でも、繋がってること、ずっと変わらないことを書いた、幾多のFUZZを踏んづけて出来上がったギターの音色がお気に入りだという。
発売前日の7月7日、新しいアーティスト写真を公開。 撮影はgenki nishikawa、美術は求愛行動/yuiが担当。
7月17日、Apple Musicプレイリスト「トゥデイズ J-ロック」に選ばれる。

### ミュージックビデオ
何度か予告が公式Twitterから公開されたのち、7月22日に「MV Full」が公開。
アーティスト写真と同じく、ミュージックビデオは、genki nishikawaが撮影、求愛行動/yuiがセットの美術を担当。
また、公開後は「舞台裏」と称して別パターンやメイキング映像が公式Twitterから公開されている。

## 収録内容
| 全作詞・作曲: 中村未来、全編曲: Cö shu Nie。 |           |          |            |      |
| #                                            | タイトル  | 作詞     | 作曲・編曲 | 時間 |
| 1.                                           | 「FLARE」 | 中村未来 | 中村未来   | 2:34 |
| 合計時間:                                    | 合計時間: | 2:34     |            |      |

## FLARE (English version)
「FLARE (English version)」（フレア イングリッシュ・バージョン）は、日本のロックバンド・Cö shu Nieの通算16作目のシングル。2020年8月28日にSony Music Associated Records（Sony Music Labels Inc.）より発売。

### 概要 (English version)
8月27日、予告映像を公開。
翌日、配信開始。同時にリリックビデオも公開。

### 収録内容 (English version)
| 全作詞・作曲: 中村未来、全編曲: Cö shu Nie。 |                             |          |            |      |
| #                                            | タイトル                    | 作詞     | 作曲・編曲 | 時間 |
| 1.                                           | 「FLARE (English version)」 | 中村未来 | 中村未来   | 2:34 |
| 合計時間:                                    | 合計時間:                   | 2:34     |            |      |